# Station Skeiane
Station Skeiane is een station in  Sandnes in het zuiden van Noorwegen. Het station ligt aan Sørlandsbanen, maar wordt alleen bediend door de stoptreinen van Jærbanen richting Stavanger en Egersund. Oorspronkelijk heette het station Sandnes  en was toen het belangrijkste station in Sandnes. Die functie is overgenomen door het nieuwe station station Sandnes sentrum. Skeiane is nu het eind/beginpunt van de lokale trein richting Stavanger.